# Ⱑ
Cette page contient des caractères spéciaux ou non latins. S’ils s’affichent mal (▯, ?, etc.), consultez la page d’aide Unicode.
Iat' (Ять en cyrillique ; capitale Ⱑ, minuscule ⱑ) est la 32e lettre de l'alphabet glagolitique.

## Linguistique
La lettre sert à noter le phonème /jæ/.

## Historique
La lettre pourrait provenir de la lettre alpha (Α) de l'alphabet grec.

## Représentation informatique
- Unicode :
  - Capitale Ⱑ : U+2C21
  - Minuscule ⱑ : U+2C51